# Tim Burton
Timothy Walter Burton (sinh ngày 25 tháng 8 năm 1958) là một nam đạo diễn, nhà biên kịch, nhà sản xuất điện ảnh, nghệ sĩ kiêm họa sĩ diễn hoạt người Mỹ. Ông được biết nhiều qua những bộ phim có màu sắc tối tăm, rùng rợn, gothic và châm biếm như Beetlejuice, Edward Scissorhands, The Nightmare Before Christmas, Ed Wood, Sleepy Hollow, Corpse Bride, Sweeney Todd: The Demon Barber of Fleet Street, Wednesday, Dark Shadows và Frankenweenie, cùng với đó là những bom tấn như Pee-wee's Big Adventure, Batman, Batman Returns, Planet of the Apes, Charlie and the Chocolate Factory, Alice in Wonderland và Big Fish.
Burton cũng rất nổi tiếng với việc lựa chọn đội ngũ cộng tác, trong đó có tài tử Johnny Depp – người đã trở thành bạn thân với ông kể từ bộ phim đầu tiên 2 người hợp tác, nhạc sĩ Danny Elfman – người đã phụ trách, ngoại trừ 2 bộ phim, phần nhạc nền cho tất cả các bộ phim của ông, và dĩ nhiên là minh tinh và người bạn đời nổi tiếng của ông – Helena Bonham Carter. Ông cũng từng viết cuốn sách The Melancholy Death of Oyster Boy & Other Stories vào năm 1977 và một tuyển tập các bản phác thảo, nháp hay ý tưởng mang tên The Art of Tim Burton vào năm 2009.
Tính tới năm 2012, ông đã sản xuất tổng cộng 12 phim và làm đạo diễn cho 16 bộ phim. Hiện tại, ông đang thực hiện Big Eyes – một bộ phim nói về nghệ sĩ Walter Keane và vợ Magaret.